# Almeria (Nebraska)
Almeria es un pequeño núcleo de población sin entidad administrativa perteneciente al condado de Loup, en el estado de Nebraska, en Estados Unidos.

## Situación geográfica
Se trata de un conjunto de casas situado sobre la carretera estatal 91 del estado de Nebraska, a unos 400 kilómetros por carretera al O-NO de Omaha, capital del estado.
Sus coordenadas son: 41,82583º N y 99,52167º W, su código postal es el 68.879. 
Cuenta con una oficina de correos y un cementerio. También tiene un edificio comunitario que se levantó en los años de la fundación del pueblo, sobre 1.884.

## Toponimia
El nombre de esta comunidad no parece estar directamente relacionado con la ciudad de Almería, en España. Aparentemente, fue bautizada así en honor de Almeria Strohl, esposa de Wess Strohl, fundador de la comunidad. Los habitantes de la misma no fueron siquiera los responsables del topónimo: el nombre fue propuesto por las autoridades postales estadounidenses para dar nombre a la oficina de correos que se abrió por reclamación de la propia comunidad, después de desechar varias propuestas poco satisfactorias. 
Almeria es un nombre de pila común en inglés, pero arcaico y poco frecuente.

## Historia
Esta comunidad fue fundada en 1884. De las muchas oficinas postales que se fueron abriendo conforme se pobló el área, sólo restan en funcionamiento la de Almeria y la del cercano pueblo de Taylor.
- Datos: Q3391432